# Arthur Eichengrün
Arthur Eichengrün (13.8.1867 - 23.12.1949) là một nhà hóa học người Đức, được biết đến nhiều qua vụ tranh cãi về người nào đã phát minh ra aspirin.

## Cuộc đời
Arthur Eichengrün sinh tại Aachen, con của một nhà buôn kiêm nhà sản xuất quần áo người Do Thái. Năm 1885, ông học hóa học ở Đại học Aachen, sau đó di chuyển tới Berlin, và cuối cùng tới Erlangen, nơi ông đậu bằng tiến sĩ năm 1890.
Năm 1896, ông vào làm việc trong phòng thí nghiệm dược phẩm của Công ty dược Bayer. Năm 1908, ông rời công ty Bayer và lập một công ty chế tạo dược phẩm Cellon-Werke của riêng mình ở Berlin. Công ty của ông bị chính quyền Đức quốc xã "Aryan hóa" năm 1938.
Năm 1943, ông bị bắt và bị xử phạt 4 tháng tù vì đã sai khi đưa từ "Israel" vào tên công ty của mình. Tháng 5 năm 1944, ông lại bị bắt về cùng tội nêu trên và bị đày tới trại tập trung Theresienstadt trong 14 tháng cho tới khi thế chiến thứ hai chấm dứt ở châu Âu.
Sau khi được giải phóng, ông trở lại Berlin, nhưng năm 1948 ông di chuyển tới Bad Wiessee ở Bavaria, nơi ông qua đời vào năm sau ở tuổi 82.

## Sự nghiệp

### Aspirin
Eichengrün nổi tiếng vì có nhiều phát minh chẳng hạn các quá trình tổng hợp các hợp chất hóa học. Ông có 47 bằng sáng chế. Tuy nhiên, ông còn được biết đến nhiều do vụ việc gây tranh cãi quanh vấn đề ai là người phát minh ra Aspirin.
Thường thì người ta cho rằng Felix Hoffmann - một nhà hóa học trẻ của Công ty dược phẩm Bayer – đã phát minh ra Aspirin năm 1897. (Cũng cần nói thêm là chất axít acetylsalicylic "không thuần nhất" (ASA, hợp chất hoạt hóa của Aspirin) đã được tổng hợp ngay từ năm 1853 bởi Charles Frédéric Gerhardt một nhà hóa học người Pháp; nhưng quá trình tổng hợp năm 1897 ở Công ty dược phẩm Bayer là lần sản xuất đầu tiên của "axít acetylsalicylic thuần", có thể dùng để làm thuốc).
Năm 1949, Arthur Eichengrün đăng một bài báo, trong đó ông tự nhận là người lập kế hoạch và điều khiển việc tổng hợp Aspirin cùng tổng hợp nhiều hợp chất liên quan khác. Ông cũng tự nhận mình là người chịu trách nhiệm thử lâm sàng bí mật đầu tiên thuốc Aspirin. Cuối cùng, ông cho biết vai trò của Hoffmann chỉ giới hạn ở việc tổng hợp ban đầu trong phòng thí nghiệm, dùng phương pháp tiến hành của ông (Eichengrün), ngoài ra Hoffmann không làm thêm điều gì khác.
Lời tường thuật của Eichengrün không được các sử gia và các nhà hóa học công nhận cho tới năm 1999, khi Walter Sneader của Phân ban Khoa học dược phẩm ở Đại học Strathclyde tại Glasgow xem xét lại trường hợp này và đi dến kết luận là quả thực lời tường thuật của Eichengrün có sức thuyết phục và chính xác, và rằng Eichengrün đáng tin là người đã phát minh ra Aspirin. Công ty Bayer lập tức phủ nhận thuyết này trong một cuộc họp báo, tự nhận là việc phát minh ra Aspirin là do Hoffmann.
Cho tới năm 2004, vụ tranh cãi này vẫn bỏ ngỏ: trong khi luận thuyết của Sneader được nói tới nhiều, vẫn không có nguồn độc lập thứ hai nào xác minh cho lời giải thích của bên này hoặc bên kia.

### Protargol
Năm 1897, Protargol, một muối bạc (silver salt) của hỗn hợp protein, được Eichengrün triển khai ở Công ty dược phẩm Bayer, đã được đưa ra như một loại thuốc mới chống bệnh Lậu mủ. Protargol được sử dụng cho tới khi có thuốc sulfonamide và sau đó là thuốc kháng sinh trong thập niên 1940.